# Piccadilly Circus (Londons tunnelbana)
Piccadilly Circus, Piccadilly Circus tube station, är en tunnelbanestation i Londons tunnelbana som ligger under Piccadilly Circus som gett stationen dess namn. Det är mindre knutpunkt då både Bakerloo line samt Piccadilly line möts här samt att stationen ligger mycket centralt. År 1906 öppnade stationen för båda linjerna.
Mellan år 1922 och 1928 bli hela tunnelbanestationen återuppbyggde till en design av Charles Holden.

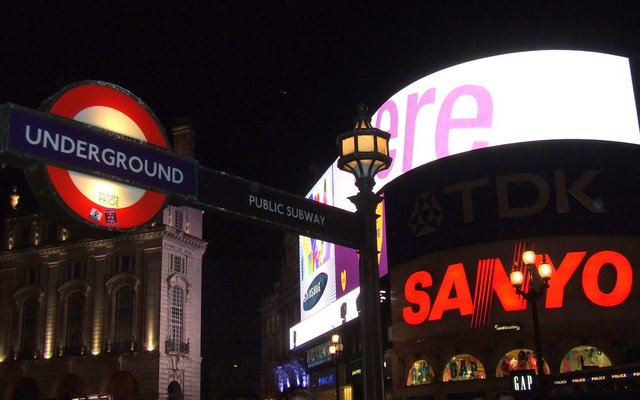
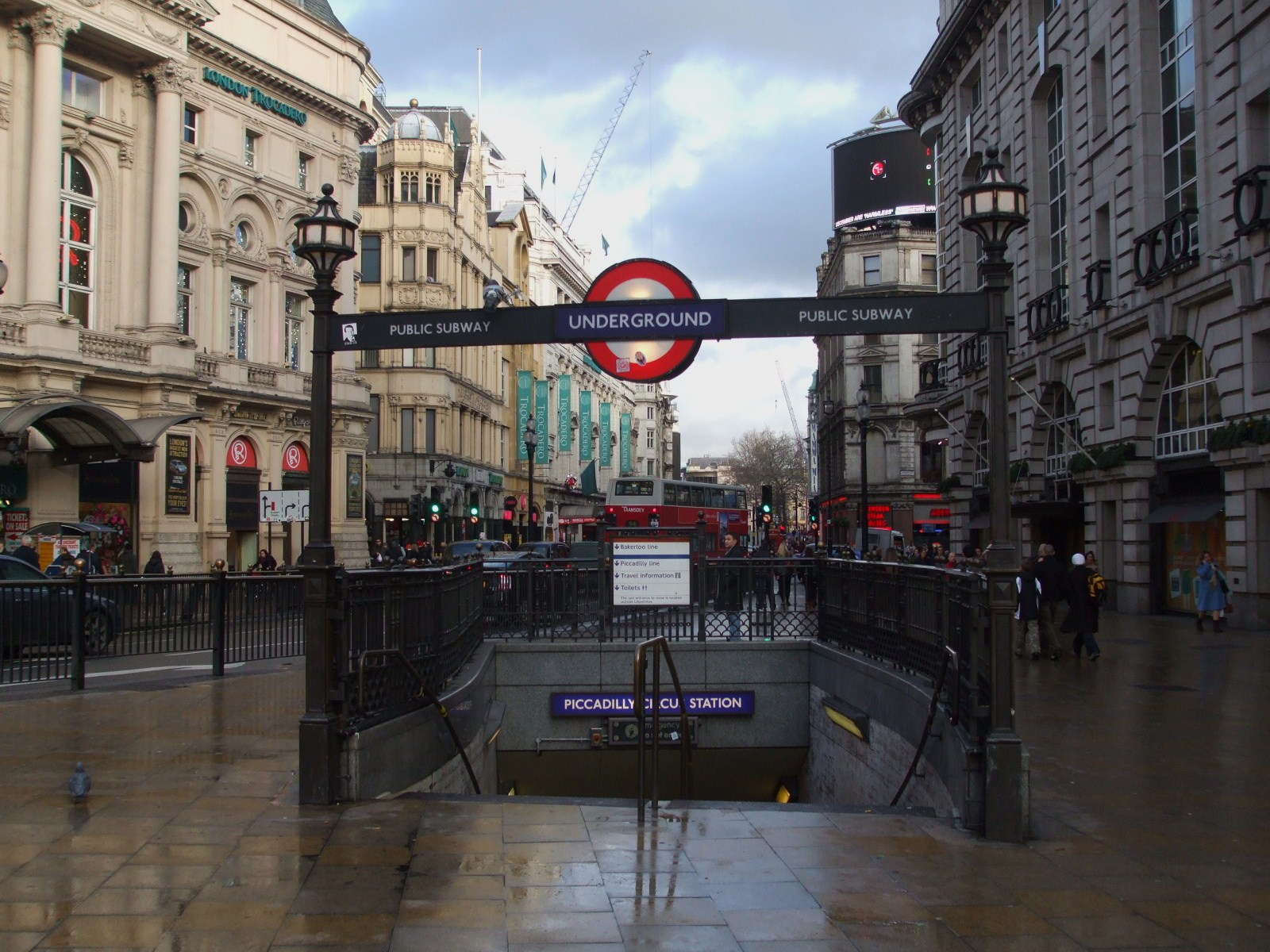
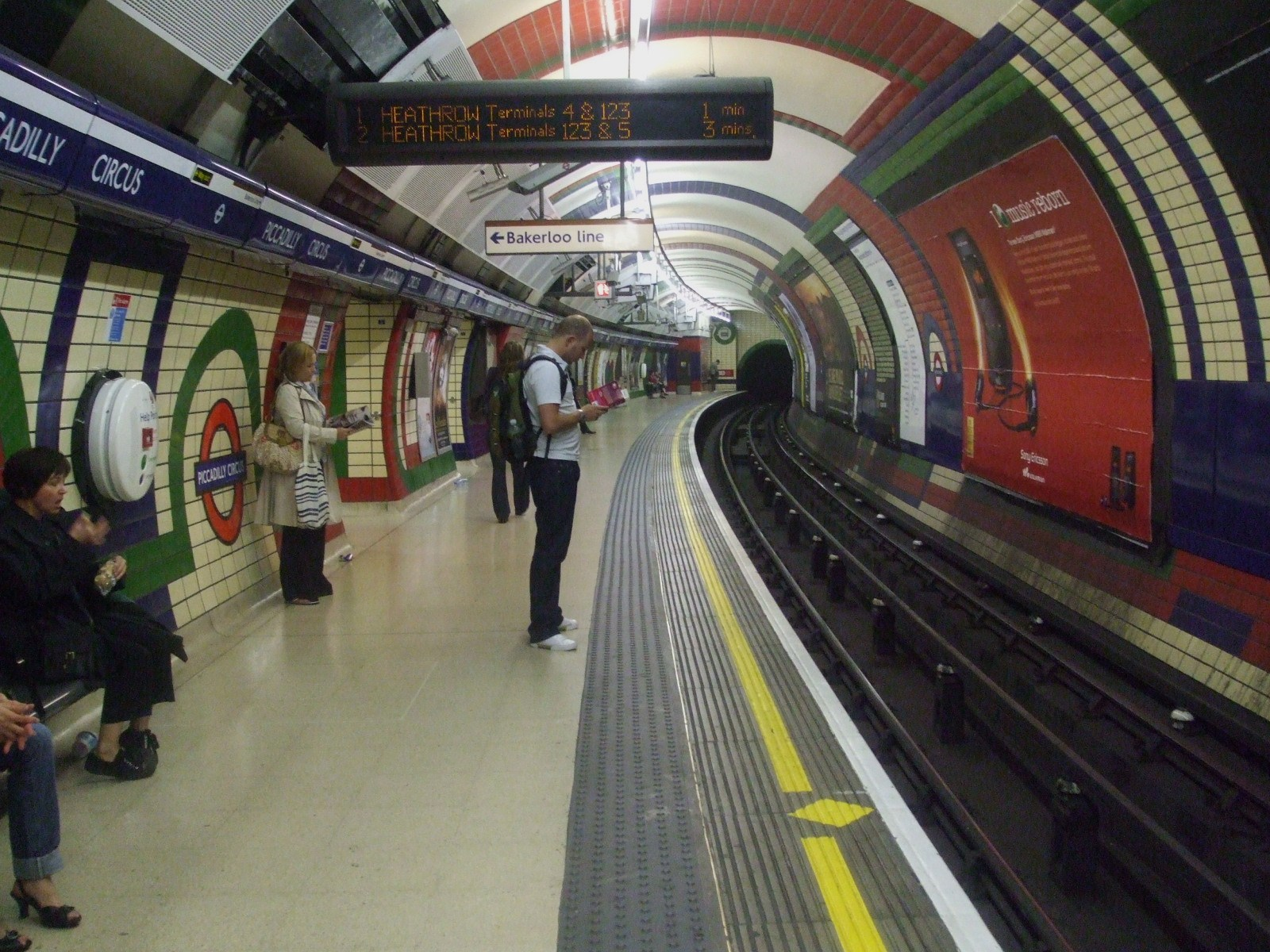
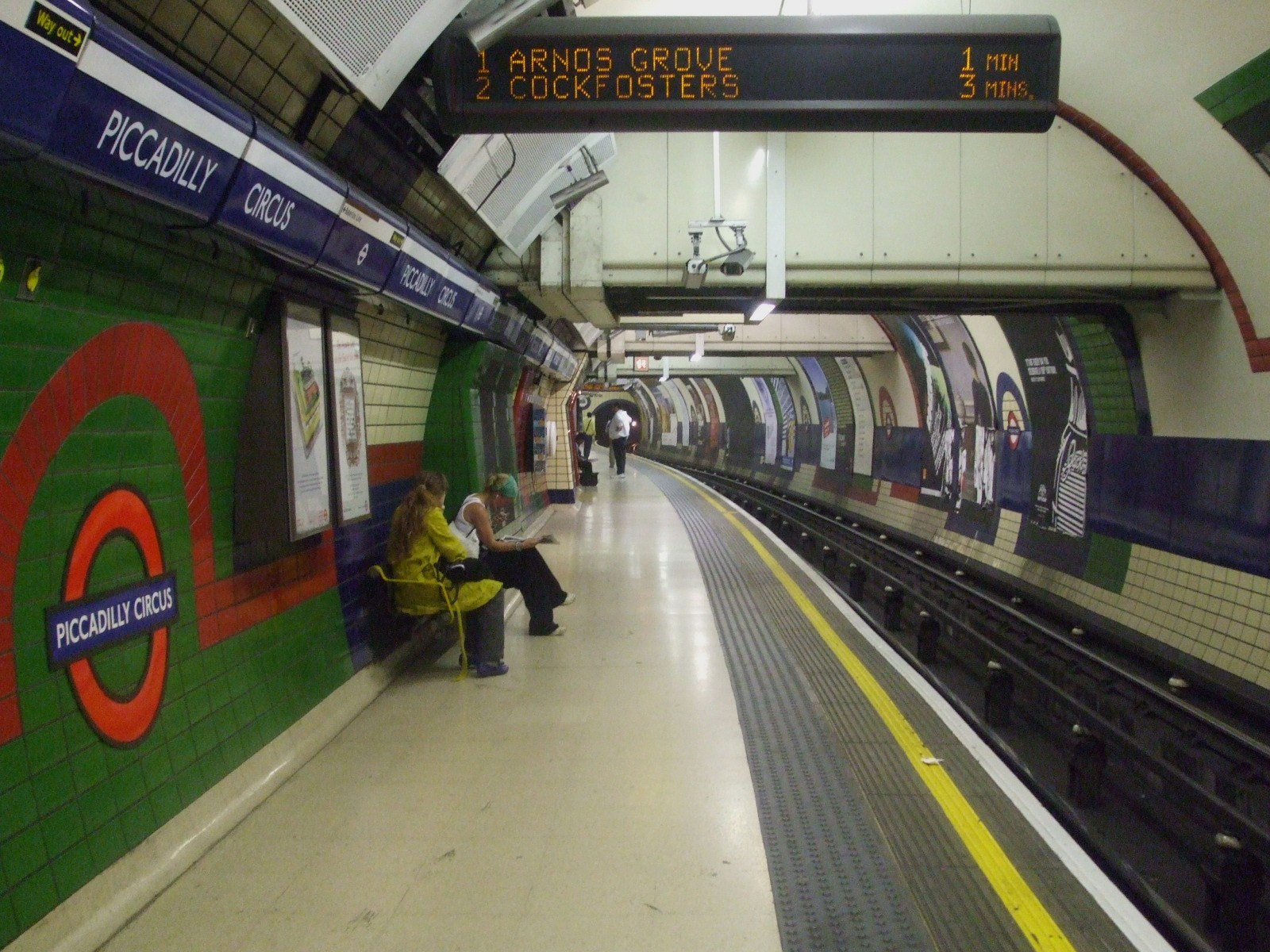